# همنام (رمان)
«همنام» (انگلیسی: The Namesake) اولین رمان جومپا لاهیری نویسنده هندی آمریکایی است که انتشارات هاوتن مفلین هارکورت آن را در سال ۲۰۰۴ منتشر کرد. وی همنام را ابتدا به‌صورت رمان کوتاه در مجله نیویورکر منتشر کرد ولی بعدتر با گسترش آن به صورت یک رمان کامل درآورد. لاهیری در این رمان نیز مانند مجموعه‌داستان مترجم دردها مسائل فرهنگی و احساسی مهاجران هندی به آمریکا را واکاوی کرده است. رمان به بررسی تفاوت‌های موجود بین دو فرهنگ متضاد با تفاوت‌های مذهبی، اجتماعی و ایدئولوژیک بسیار متمایز می‌پردازد.

این رمان را امیرمهدی حقیقت به فارسی ترجمه کرده است.